# Politikåret 1876

## Händelser
- 15 februari - Julius Vogel efterträder Daniel Pollen som Nya Zeelands premiärminister.[1]
- 20 mars - Louis De Geer tillträder som Sveriges första statsminister.[2]
- 25 mars -  Agostino Depretis efterträder Marco Minghetti som Italiens konseljpresident.[3]
- 1 augusti - Colorado blir delstat i USA.[4]
- 1 september - Harry Atkinson efterträder Julius Vogel som Nya Zeelands premiärminister.[1]

## Val och folkomröstningar
- Okänt datum - Stortingsval i Norge.

### Fotnoter
1. 1 2  ”New Zealand” (på engelska). World Statesmen. http://www.worldstatesmen.org/New_Zealand.htm. Läst 1 augusti 2015.
2. ↑  ”Sweden” (på engelska). World Statesmen. http://www.worldstatesmen.org/Sweden.html. Läst 29 juli 2015.
3. ↑  ”Italy” (på engelska). World Statesmen. http://www.worldstatesmen.org/Italy.htm. Läst 31 juli 2015.
4. ↑  ”Colorado” (på engelska). World Statesmen. http://www.worldstatesmen.org/US_states_A-D.html#Colorado. Läst 29 juli 2015.